# Neorickettsia
Neorickettsia es un género de bacterias perteneciente a la familia de las Anaplasmataceae.
Las representantes de este género presentan morfología cocoide o pleomórfica y residen en vacuolas citoplasmáticas en el interior de monocitos y macrófagos de perros, caballos, murciélagos y humanos.

## Especies
- Neorickettsia risticii, agente de la Fiebre equina del Potomac.
- Neorickettsia sennetsu, anteriormente denominada Ehrlichia sennetsu.
- Neorickettsia elokominica
- Neorickettsia helminthoeca